# Маркос Рохо
Маркос Рохо (роден 20 март 1990 г.) е аржентински футболист, защитник на Расинг Клуб.
Започва кариерата си в Естудиантес, с който печели Копа Либертадорес през 2009 г. За кратък период играе в Спартак Москва. През 2012 г. се трансферира в Спортинг Лисабон, а през 2014 г. преминава в състава на Манчестър Юнайтед.

## Постижения

### Естудиантес
- Копа Либертадорес: 2009
- Примера Дивисион: 2010 Апертура

### Манчестър Юнайтед
- ФА Къп: 2015 – 16
- Купа на Футболната лига: 2016 – 17
- Къмюнити Шийлд: 2016
- Лига Европа: 2016 – 17